# Hassoumi Massaoudou
Hassoumi Massaoudou (nacido el 22 de octubre de 1957) es un político nigerino que es el presidente interino de Níger desde 2023. Massaoudou ha sido Ministro de Relaciones Exteriores desde 2021. Fue Ministro de Finanzas desde octubre de 2016 hasta enero de 2019. Es miembro del Partido Nigerino por la Democracia y el Socialismo (PNDS-Tarayya).

## Carrera política
Massaoudou fue miembro fundador del PNDS, un partido creado bajo el liderazgo de Mahamadou Issoufou en 1990; cuando el partido celebró su Asamblea General Constitutiva el 23 y 24 de diciembre de 1990, Massaoudou fue designado como su Secretario de Información y Propaganda.  Tras las primeras elecciones multipartidistas de Níger en 1993, un gobierno de coalición encabezado por Mahamadou Issoufou fue nombrado el 23 de abril de 1993; incluyó a Massaoudou como Ministro de Comunicación, Cultura, Juventud y Deportes.
Tras el golpe militar dirigido por Ibrahim Baré Maïnassara el 27 de enero de 1996, Massaoudou fue detenido el 13 de julio de 1996 y torturado durante su detención, con simulacros de ejecución. 
Massaoudou fue elegido miembro de la Asamblea Nacional en las elecciones parlamentarias de noviembre de 1999 y se desempeñó como Presidente del Grupo Parlamentario del PNDS durante la legislatura que siguió.  A partir de 2004, fue el Primer Secretario General Adjunto del PNDS. 
Issoufou ganó las elecciones y asumió el cargo de presidente el 7 de abril de 2011; nombró a Massaoudou como Director del Gabinete del Presidente, con el rango de Ministro, el mismo día.
Después de que Issoufou prestara juramento para un segundo mandato, Massaoudou fue trasladado al cargo de Ministro de Defensa Nacional el 11 de abril de 2016. Seis meses después, el 19 de octubre de 2016, fue trasladado nuevamente, esta vez al cargo de Ministro de Finanzas.
A raíz del golpe de Estado nigerino de 2023, Massaoudou se mantuvo leal al presidente Mohamed Bazoum y denunció a la junta militar que lo derrocó. El 27 de julio, se declaró jefe de Estado en funciones, sustituyendo a Bazoum, y pidió a todos los demócratas que "hagan fracasar esta aventura".